# Bottnaryd
Bottnaryd är en tätort i Jönköpings kommun, kyrkby i Bottnaryds socken, belägen 25 km väster om Jönköping.

## Historia
Bottnaryd uppmärksammades när det 1818 blev föremål för Brita Gustavsdotter uppenbarelser kring Lönsås källa.

## Befolkningsutveckling
| Befolkningsutvecklingen i Bottnaryd 1950–2020           | Befolkningsutvecklingen i Bottnaryd 1950–2020 | Befolkningsutvecklingen i Bottnaryd 1950–2020 | Befolkningsutvecklingen i Bottnaryd 1950–2020 | Befolkningsutvecklingen i Bottnaryd 1950–2020 |
| ------------------------------------------------------- | --------------------------------------------- | --------------------------------------------- | --------------------------------------------- | --------------------------------------------- |
|                                                         |                                               |                                               |                                               |                                               |
| År                                                      |                                               |                                               | Folkmängd                                     | Areal (ha)                                    |
| 1950                                                    | 1950                                          |                                               | 270                                           | ##                                            |
| 1960                                                    | 1960                                          |                                               | 344                                           |                                               |
| 1965                                                    | 1965                                          |                                               | 463                                           |                                               |
| 1970                                                    | 1970                                          |                                               | 592                                           |                                               |
| 1975                                                    | 1975                                          |                                               | 594                                           |                                               |
| 1980                                                    | 1980                                          |                                               | 790                                           |                                               |
| 1990                                                    | 1990                                          |                                               | 789                                           | 84                                            |
| 1995                                                    | 1995                                          |                                               | 770                                           | 84                                            |
| 2000                                                    | 2000                                          |                                               | 754                                           | 84                                            |
| 2005                                                    | 2005                                          |                                               | 723                                           | 84                                            |
| 2010                                                    | 2010                                          |                                               | 713                                           | 83                                            |
| 2015                                                    | 2015                                          |                                               | 717                                           | 85                                            |
| 2020                                                    | 2020                                          |                                               | 810                                           | 87                                            |
| Anm.: ## Som tätort/befolkningsagglomeration 1920–1950. |                                               |                                               |                                               |                                               |

## Näringsliv
Bottnaryd kännetecknas av en stark tillverkningsindustri med ca 50 % av de arbetsplatser som finns inom samhället.

## Sevärdheter

### Prostatallen (Ullebotallen)
Tallen är ca 600 år gammal, 27 m hög och har en omkrets på 4,4 m. Den är tallarnas gigant i Sverige och står mellan en gräsbevuxen gammal stenvallsbro och en modern riksväg där trafiken snabbt svischar förbi. Vid Klerefors finns inte mindre än tre generationer broar. Här går vägen från Jönköping över Älgån som är en av Nissans tillflöden. Älgån i Klerebo bildar en forsande ström, Klerefors. Omgivningarna har naturvärden i ett småkuperat odlingslandskap med en fin ängsflora. I åkerrenar och i vägkanter kan man på torrare platser hitta knägräs, stagg, ängshavre, jungfrulin och på friskare mark växer svinrot, brudborste, ängsvädd samt en och annan slåttergubbe.